# Williams Street
Williams Street Productions, LLC, que opera bajo el nombre de Williams Street, (anteriormente conocido como Ghost Planet Industries) es un estudio división de Cartoon Network, el cual es propiedad de Warner Bros.. Este estudio produce series animadas las cuales son emitidas por Cartoon Network dentro del bloque de programación Adult Swim (que normalmente duran 15 minutos), el cual es programado y producido por el mismo estudio.
Este estudio también se caracteriza por producir y programar los bloques Toonami, Adult Swim y Miguzi de Cartoon Network.
Su nombre se debe a la ubicación de los estudios en Williams Street en Atlanta, Georgia, cercano a los estudios centrales de TBS, CNN y Cartoon Network.
El primer nombre de este estudio fue Ghost Planet Industries, el cual se cambió luego de que el estudio empezara a producir series que no tuvieran relación con el Fantasma del Espacio. Su logo es una imagen en blanco y negro del edificio de Industrias Planeta Fantasma donde supuestamente el Fantasma del Espacio realizaba Fantasma del Espacio de costa a costa (Este edificio se encuentra ubicado en Williams Street en Atlanta). El audio usado junto al logo del estudio es sacado de la compañía Mark VII Limited, cuyo logo consiste en un martillo que golpea una estampa para producir el logo de "Mark VII Limited".

## Series producidas
- Cartoon Planet (1995-1999) (2012-2014)
- Rick y Morty (2013-)
- Aqua Teen Hunger Force (2000-2015)
- El show de Brak (2000-2003)
- Smiling Friends (2022-)
- Laboratorio Submarino 2021 (2000-2005) (coproducción con 70/30 Productions)
- Fantasma del Espacio de costa a costa (1994-2004)
- Tom Goes To The Mayor (junto a Dipshot Films) (2004-2005)
- Pollo Robot (junto a la productora Stoopid Monkey y Sony Pictures Digital) (2005-)
- Ratón Esponja (2005-2006)
- Perfect Hair Forever (2005-2006)
- Los calamareños (2005-)
- Moral Orel (2005-2008)
- Stroker y Hoop (2004-2005)
- Minoriteam (2005-2006)
- Metalocalypse (2006-2013)
- Frisky Dingo (2006-2008) (coproducción con 70/30 Productions)
- Assy McGee (2006-2008)
- Tim and Eric Awesome Show: Great Job! (2007-2010)
- Saul of the Molemen (2007)
- Los hermanos Venture (2016-2018)
- Superjail! (producida junto con Augenblick Studios) (2007-2014)
- Samurai Jack (producida con Cartoon Network Studios) (solo quinta temporada) (2017)
- Toonami (1997-2008) como bloque en Cartoon Network, (2012-presente) como bloque de Adult Swim.
- Williams Street también se alianzó con Production I.G para la producción de la serie IGPX